# Somianka (gmina)
Pour les articles homonymes, voir Somianka.
La gmina de Somianka est un district administratif situé en milieu rural du powiat de Wyszków dans la voïvodie de Mazovie, dans le centre-est de la Pologne.
Son siège administratif (chef-lieu) est le village de Somianka , qui se situe environ 12 kilomètres à l'ouest de Wyszków (siège de la powiat) et 44 km au nord-est de Varsovie (capitale de la Pologne).
Elle s'étend sur 116,38 km2 et comptait une population de 5 491 habitants en 2006.

## Histoire
De 1975 à 1995, la gmina faisait partie du territoire de la voïvodie d'Ostrołęka.

Depuis 1999, la gmina de Somianka est située dans la voïvodie de Mazovie

## Géographie

### Villages
La gmina de Somianka comprend les villages et localités de :

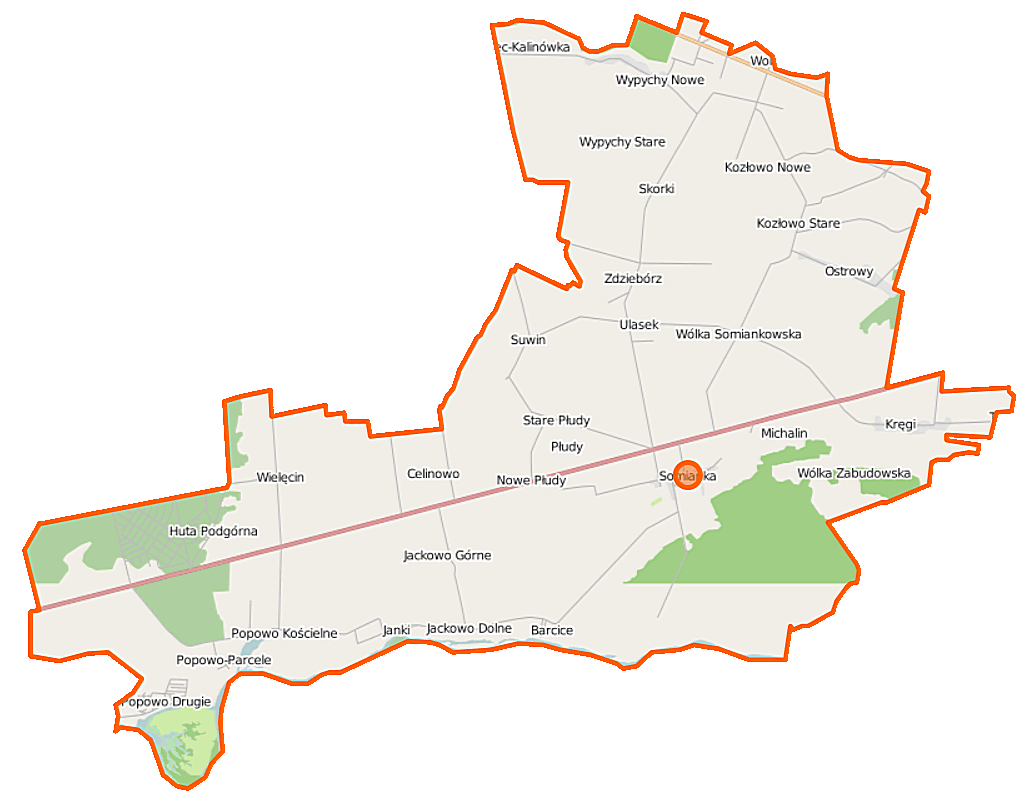
Plan de la gmina

- Barcice
- Celinowo
- Henrysin
- Huta Podgórna
- Jackowo Dolne
- Jackowo Górne
- Janki
- Jasieniec
- Kręgi
- Michalin
- Nowe Kozłowo
- Nowe Płudy
- Nowe Wypychy
- Ostrowy
- Popowo Kościelne
- Popowo-Letnisko
- Popowo-Parcele
- Skorki
- Somianka
- Somianka-Parcele
- Somianka Zaszosie
- Stare Kozłowo
- Stare Płudy
- Stare Wypychy
- Stary Mystkówiec
- Suwin
- Ulasek
- Wielątki Rosochate
- Wielęcin
- Wola Mystkowska
- Wólka Somiankowska
- Zdziebórz

### Gminy voisines
La gmina de Somianka est bordée des gminy voisines de :
- Dąbrówka
- Rząśnik
- Serock
- Wyszków
- Zatory

## Structure du terrain
D'après les données de 2002, la superficie de la commune de Wierzbno est de 116,38 km2, répartis comme telle :
- terres agricoles : 72 %
- forêts : 15 %

La commune représente 13,28 % de la superficie du powiat.

## Démographie
Données du 30 juin 2004 :
| Description        | Total  | Total | Femmes | Femmes | Hommes | Hommes |
| ------------------ | ------ | ----- | ------ | ------ | ------ | ------ |
| Unité              | Nombre | %     | Nombre | %      | Nombre | %      |
| Population         | 5 542  | 100   | 2 752  | 49,7   | 2 790  | 50,3   |
| Densité (hab./km²) | 47,6   | 47,6  | 23,6   | 23,6   | 24     | 24     |